# Idafa
De idafa of idaafa (Arabisch: إضافة) is een Arabische grammaticale constructie om bezit aan te geven. In de Arabische taal is er geen expliciet equivalent woord voor het voorzetsel van, maar gebruikt men doorgaans de idafa-constructie. De bezitsrelatie is impliciet en enigszins vergelijkbaar met de in de Nederlandse taal voorkomende genitief. Een idafa bestaat in de basisvorm  uit twee zelfstandige naamwoorden waarbij het begrip uit de eerste term "bezit" is van het begrip uit de tweede. Er kan in het algemeen een onbeperkt aantal termen zijn: vanaf drie termen noemt men de constructie een complexe idafa. In een idafa is alleen de finale term expliciet bepaald of onbepaald. Alle andere termen staan in de zogenaamde status constructus. Naast de echte idafa bestaat er ook een oneigenlijke idafa waarin een bijvoeglijk naamwoord als eerste term voorkomt.

## Structuur
In de Nederlandse taal kan men om bezit uit te drukken gebruikmaken van de constructie <onderwerp van bezit> van <bezitter>. Voorbeeld: "<het boek> van <de leraar>". Het Arabisch gebruikt hiervoor de idafa-constructie, met als basisstructuur: <onderwerp van bezit> <bezitter>.
Voorbeelden van idafa's zijn:
- كتابُ المعلّمِ (kitab(u) al-mu'allim(i), het boek van de leraar)
- كتابُ معلّمِهِ  (kitab(u) mu'allimih(i), het boek van zijn leraar)
- كتابُ محمّدٍ    (kitab(u) Muḥammad(in), het boek van Muḥammad)

## Bepaalde idafa
In de bovenstaande drie voorbeelden is het onderwerp van bezit steeds "het boek". Dit is een bepaald zelfstandig naamwoord, hetgeen men normaal aangeeft met al-kitab en niet met kitab, dat losstaand "een boek" betekent.
Specifiek in de idafa ontleent het onderwerp van bezit echter zijn status van bepaaldheid aan de relatie tot de bezitter. Voor de idafa geldt dus dat de bepaaldheid van de bezitter de bepaaldheid van alle termen in de constructie impliceert. Het is dan ook zo dat alleen de laatste term expliciet bepaald of onbepaald is. Alle termen voorafgaand aan de laatste zijn niet expliciet aangeduid als bepaald of onbepaald: ze staan in de zogenaamde status constructus, zonder lidwoord of andere aanduiding van bepaaldheid.
Er zijn drie gevallen waarin de bezitter bepaald is en waardoor dus de gehele constructie bepaald is.
- al-mu'allim: de leraar: aanwezigheid van het bepaald lidwoord "al"
- mu'allimuhu: zijn leraar: aanwezigheid van een bezitssuffix. Men kan dit zien als de leraar van hem, in feite op zich een idafa bestaande uit twee delen
- Muḥammad: eigennaam

Alleen het laatste zelfstandig naamwoord, welk de bezitter aanduidt, kan het bepaald lidwoord ال (al) krijgen.
Voorbeelden van bepaalde idafa's:
- كتابُ المعلمٍ (kitab(u) almu'allim(in): het boek van de leraar)
- كتابُ معلمي (kitab(u) mu'allimi: het boek van mijn leraar)
- كتابُ محمد (kitab(u) Muhammad: het boek van Mohammed)

Implicatie: indien "de leraar" bepaald is, betekent dit dat men in het Arabisch met de idafa "het boek van de leraar" kan uitdrukken, maar niet "een boek van de leraar".
De eerste term kan afhankelijk van de situatie in de nominatief, accusatief of genitief staan. Alle andere termen staan in de genitief als gevolg van het "bezit zijn".

### Onbepaalde idafa
Een idafa kan ook in zijn geheel een onbepaald begrip aanduiden, dit noemt men dan een onbepaald idafa.
Voorbeeld van een onbepaalde idafa:
- كتابُ معلمٍ (kitab(u) mu'allim(in): het boek van een leraar)

Noteer dat men in de Nederlandse vertaling, bv. het boek, meestal de bepaalde constructie gebruikt. In het Arabisch mag men het boek echter niet beschouwen als bepaald, daar de gehele constructie onbepaald is en men dus niet weet over welk boek het gaat. Men omschrijft dit weleens als gepreciseerd.

### Uitspraak van ta marbuta
Voor alle termen in de status constructus, dus alle termen behalve de laatste,  geldt dat in het geval het woord op een ta marbuta ة eindigt, deze ta marbuta als "at" moet worden uitgesproken. Voorbeeld:
- معلمة المدرسة (mu'allimat almadrasa: de lerares van de school)

### Wegvallen van nun
Voor alle termen in de status constructus geldt dat een eventuele nun ن wegvalt. Dit geldt voor de nun van het regelmatig mannelijk meervoud, die van de dualis en de nun die onbepaaldheid aangeeft. Voorbeeld:
- معلمو المدرسة (mu'allimu almadrasa: de leraren van de school: de nun van معلمون valt weg)

### Complexe constructies
Een idafa kan meer dan twee zelfstandige naamwoorden tellen. In dit geval staan de tweede en alle volgende termen in de genitief en krijgen ze een kasra. Alle termen behalve de laatste staan in de status constructus. Alleen de laatste term is expliciet bepaald of onbepaald.
Voorbeeld:
- بابُ بيتِ الرجلِ (bab(u) bait(i) ar-rajul(i): de deur van het huis van de man)

Hier heeft alleen het laatste zelfstandig naamwoord het bepaald lidwoord al, terwijl alle andere zelfstandige naamwoorden bepaald zijn door de aard van de constructie.
Samenvattend zijn er drie groepen termen, naar positie:
- De eerste term kan afhankelijk van het gebruik in de nominatief, accusatief of genitief staan, staat in de status constructus en kent eventueel een weglating van de nun.
- De tweede tot en met de een-na-laatste termen staan alle in de genitief, in de status constructus en kennen eventueel een weglating van de nun.
- De laatste term staat eveneens in de genitief en is de enige die expliciet gemarkeerd is voor bepaaldheid, bv. met het bepaald lidwoord al ال.

## Kwalificatie
Het is mogelijk om elk van de zelfstandige naamwoorden in de idafa te kwalificeren met bijvoeglijke naamwoorden. Ieder bijvoeglijk naamwoord moet aan het eind van de constructie komen, nooit eerder. Om bijvoorbeeld "de grote deur van het huis" uit te drukken, gebruikt men, letterlijk vertaald, het volgende: deur - het huis - de grote:
- بابُ البيتِ الكبيرِ (bab(u) al-bait(i) al-kabir(i))

## Probleemsituaties
In bepaalde gevallen is de idafa niet toereikend om eenduidig een betekenis uit te drukken. Bijvoorbeeld:
- في بپتِ المعلمِ الجديدِ (fi bait almu'allim al-zjadid(i): "in het huis van de nieuwe leraar" of "in het nieuwe huis van de leraar")

Het is in een dergelijk geval niet mogelijk te bepalen op welk zelfstandig naamwoord het bijvoeglijk naamwoord betrekking heeft. Om eenduidig te zijn kan men het in het Arabisch dan anders uitdrukken, met een expliciet woord ل (li: van):
- في البپتِ الجديدِ للمعلمِ (fil baiti al-zjadid lilmu'allim(i): in het nieuwe huis van de leraar). Dit is echter geen idafa!

## Belang van de idafa
De idafa is een van de meest kenmerkende constructies van de Arabische taal. Hij komt zeer veelvuldig voor en door het feit dat hij een woordvolgorde oplegt, is hij bepalend voor het uitzicht van Arabische teksten. Vele dagelijkse termen zijn eigenlijk idafa's. Zo is bijvoorbeeld het Arabische woord voor de sport voetbal een idafa: كرة القدم (kurat alqadam, letterlijk: bal van de voet). Bij het correct leren van de Arabische taal zijn het beheersen van de idafa en de suffixen het meest cruciaal.

## Oneigenlijke idafa
Er bestaat ook een constructie met de vorm van een idafa welke bestaat uit de combinatie van een bijvoeglijk naamwoord en een zelfstandig naamwoord. Deze constructie noemt men een iDaafa ghayr Haqiiqiyya - إضافة غير حفيفية. Het zelfstandig naamwoord heeft in deze constructie een beperkende of preciserende functie ten opzichte van het bijvoeglijk naamwoord. Voorbeeld van een oneigenlijke idafa:
- هو سريع البديهة - hij is snel van begrip.

In een oneigenlijke idafa richt het bijvoeglijk naamwoord zich in geslacht en getal naar het onderwerp. Voorbeelden:
- هي سريعة البديهة - zij is snel van begrip. Uitspraak is hia sari'at albadiha: de ta marbuta van suri'a wordt als "at" uitgesproken
- الرجال سريعي البديهة - de mannen zijn snel van begrip. Noteer dat de nun weg is gevallen bij سريعي.
- النساء سريعات البديهة - de vrouwen zijn snel van begrip.

In een oneigenlijke idafa is het zelfstandig naamwoord onbepaald ondanks het feit dat het het bepaald lidwoord ال - al voert, in afwijking van een echte idafa. Zo is in de voorbeelden het zelfstandig naamwoord begrip onbepaald.
De oneigenlijke idafa kan ook in zijn geheel als attribuut dienen. Voorbeelden:
- معلم سريع البديهة - een leraar die snel van begrip is.
- المعلم السريع البديهة - de leraar die snel van begrip is.

Noteer dat in het tweede voorbeeld ook de eerste term het bepaald lidwoord krijgt, anders dan in een echte idafa.

## Bezitsconstructie metli
Men kan met de idafa niet "een boek van een leraar" uitdrukken, noch "een boek van de leraar". Dit kan wel met behulp van het voorzetsel ل:li. Voorbeelden:
- كتابُ لمعلمِ kitab(u) limu'allim(i): een boek van een leraar.
- كتابُ للمعلمِ kitab(u) lilmu'allim(i): een boek van de leraar.

Dit zijn dus uitdrukkelijk geen idafa's. 